# NGC 5097
NGC 5097 је елиптична галаксија у сазвежђу Девица која се налази на NGC листи објеката дубоког неба.
Деклинација објекта је - 12° 28' 18" а ректасцензија 13h 20m 59,6s. Привидна величина (магнитуда) објекта NGC 5097 износи 14,6 а фотографска магнитуда 15,6. NGC 5097 је још познат и под ознакама 2SZ 37, IRAS 13183-1212, PGC 46602.